# Lac des Polonais
Lac des Polonais är en sjö i Kanada.   Den ligger i regionen Laurentides och provinsen Québec, i den sydöstra delen av landet, 180 km norr om huvudstaden Ottawa. Lac des Polonais ligger 244 meter över havet. Arean är 10,3 kvadratkilometer. Den sträcker sig 5,5 kilometer i nord-sydlig riktning, och 5,0 kilometer i öst-västlig riktning.
I omgivningarna runt Lac des Polonais växer i huvudsak blandskog. Trakten runt Lac des Polonais är nära nog obefolkad, med mindre än två invånare per kvadratkilometer.